# Zapaleri
Zapaleri je vulkan čiji je vrh tromeđa Argentine, Bolivije i Čilea. U tom području postoji nekoliko željezničkih pruga. Dio je departmana Potosí (Bolivija), pokrajinje Jujuy (Argentina) i regije Antofagasta (Čile). Vulkan se formirao na vrhu Tara Ignimbrite prije 2,89 milijuna godina iz kaldere Guacha, a područje ispod vulkana formiran je od krednih i tercijarnih stijena pogođenih tektonskim deformacijama. Vulkanske stijene su andezit, bazalt, dacit i riolit. Kasnokredne stijene također se nalaze na tom području, kao i pleistocenske šošonitne vulkanske stijene. Vulkan je neaktivan najmanje 10 000 godina.
Bolivijski dio planine zaštićen je unutar Nacionalnog rezervata andske faune Eduardo Avaroa. Štoviše, blizu je sektora Salar de Tara-Salar de Aguas Calientes nacionalnog rezervata Los Flamencos, Čile.
Zapaleri je povezan s glavnim izvorom opsidijana, s distribucijskom sferom pronađenom na arheološkim nalazištima širok preko 350 km. Opsidijan se nalazi na bolivijskoj strani granice pored Lagune Blance. Drugi izvor nalazi se na planini Solterio. Inka i raniji arheološki ostaci povezani su s nalazištima opsidijana.